# Takfir wal Hijra
Takfir wal Hijra of Takfir wal Hidjra (Arabisch: التكفي لهجرة, at-Takfīr wa-l-Hiǧra) is een islamistische organisatie met terroristisch oogmerk, die in verschillende landen in Europa en het Midden-Oosten actief is. De naam betekent zoiets als 'Excommunicatie en Emigratie'.
Centraal staat het begrip takfir. Takfir betekent het tot kafir (ongelovige) verklaren van een persoon of een groep personen. Zowel niet-moslims als moslims die zich (in de ogen van de groep) schuldig maken aan geloofsafval kunnen tot kafir bestempeld worden. Volgens de zeer strenge definities van de groep is verreweg het grootste deel van de moslims een kafir.
Het woord hijra in de naam van de groep slaat op de Hijra die Mohammed en zijn volgelingen maakten in 622 toen zij hun gemeenschap van Mekka naar Medina verplaatsten. Het wil in deze betekenis zeggen dat men de puurheid van de islam opzoekt en zich afzondert van de rest van de maatschappij.
De vermeende Hofstadgroep is vermoedelijk beïnvloed door het gedachtegoed van de Takfir wal Hijra.
De organisatie was van 12 december 2002 tot 26 maart 2015 geplaatst op de lijst van terroristische organisaties in de Europese Unie.